# Viktoria Wiedeń
AC Viktoria Wien – austriacki klub piłkarski z kwartale Schottenviertel wiedeńskiej dzielnicy Innere Stadt, działający w latach 1898–1911.

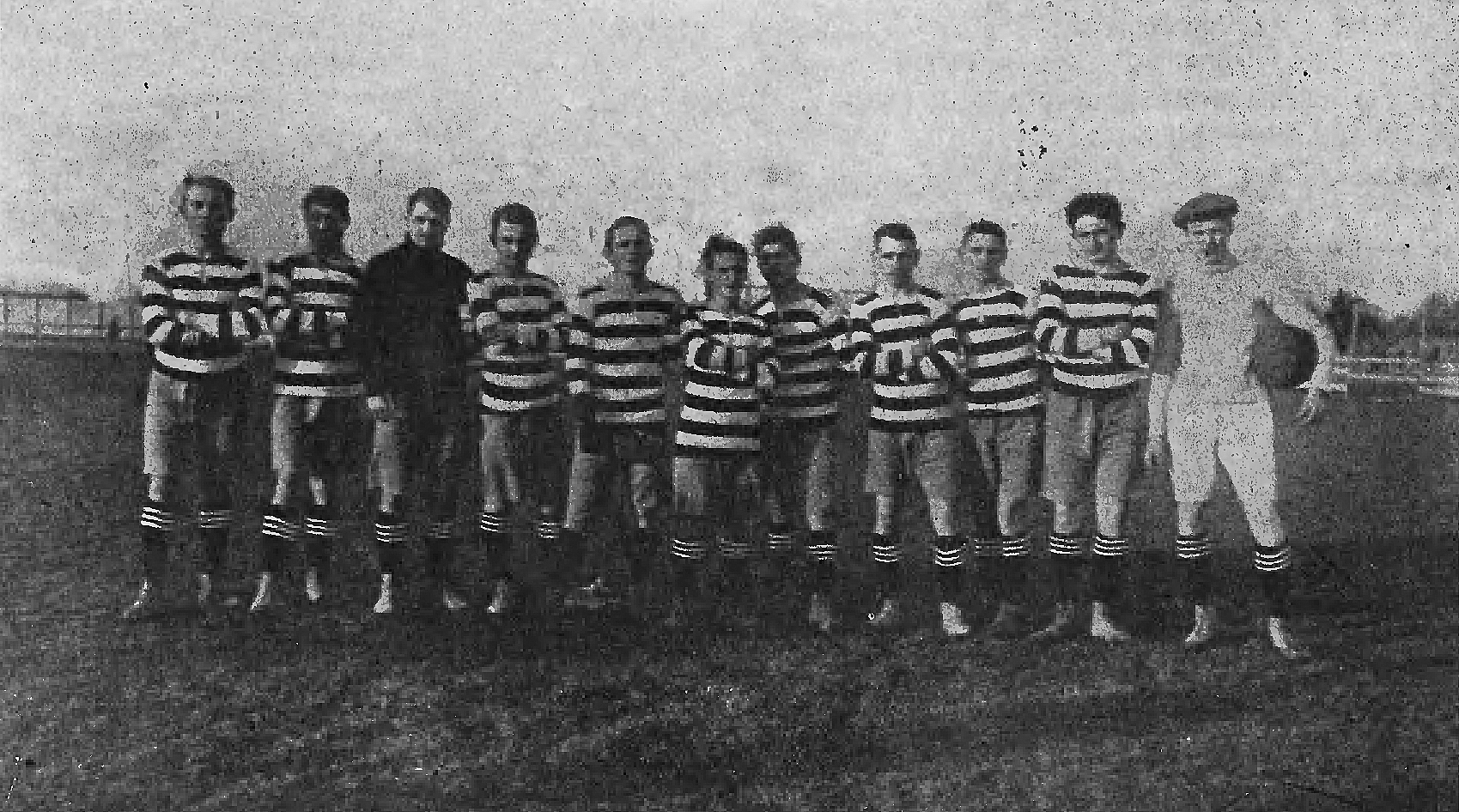
Drużyna Viktorii Wiedeń (1910)

## Historia
Chronologia nazw:
- 1898: AC Victoria Wien
- 190?: AC Viktoria Wien
- 1911: AC Viktoria Wien – po fuzji z Wiener Sportvereinigung
- 1911: klub rozwiązano – po fuzji z Vienna Cricket and Football-Club

Klub sportowy AC Victoria Wien został założony w miejscowości Wiedeń w 1898 roku. Kilka lat po założeniu klub zamienił w łacińskiej nazwie Victoria literę „c” na niemiecką formę i odtąd pisał „k” w nazwie klubie. W 1897 roku po raz pierwszy został organizowany Challenge Cup. Zawody, które odbywały się systemem pucharowym, były otwarte dla wszystkich klubów w Imperium i były nieoficjalnie uważane za pierwsze mistrzostwa Austro-Węgier. W sezonie 1898/99 klub dotarł do finału Challenge Cup, jednak przegrał 1:4 z First Vienna FC 1894. 4 stycznia 1900 roku powstał Austriacki Związek Piłki Nożnej (ÖFU) i zorganizował Puchar Tagblatt. W sezonie 1901/02 klub startował w drugiej klasie mistrzostw organizowanych przez ÖFU (pierwsza klasa grała o Puchar Tagblatt), ale uzyskał ostatnią czwartą lokatę. 18 marca 1904 roku powstał nowy Związek (ÖFV), który organizował pierwsze nieoficjalne mistrzostwa Austrii i Wiednia w sezonie 1906/07. Klub zakwalifikował się do rozgrywek w 1. Klasse, w której grał do organizowania oficjalnych mistrzostw.
W 1911 roku zespół startował w pierwszych oficjalnych rozgrywkach mistrzostw Austrii, które początkowo ograniczały się do drużyn wiedeńskich. W pierwszym sezonie mistrzostw Austrii klub wpadł w kłopoty finansowe, pomimo połączenia z Wiener Sportvereinigung 11 kwietnia 1911 roku, i musiał wielokrotnie borykać się z problemami. Po czterech kolejkach w mistrzostwach klub nie był w stanie kontynuować działalności i po 24 września 1911 roku dołączył do Vienna Cricket & FC, który był osłabiony po odejściu podstawowych piłkarzy do Wiener Amateur SV. Vienna Cricket & FC zachował swoją nazwę i dominację w połączonym klubie, a mecze AC Viktoria zostały unieważnione. Pomimo koncentracji sił klub w debiutowym sezonie 1911/12 zajął ostatnie 11.miejsce w Erste Klasse i tym samym spadł do 2. Klasse A.
Klub ma barwy czarno-białe. Zawodnicy domowe spotkania zazwyczaj grają w białych koszulkach, białych spodenkach oraz białych getrach.

## Sukcesy
- Finał Challenge Cup: 1899

## Rozgrywki krajowe
| \| Austria \| Bilans występów klubu w rozgrywkach piłkarskich Austrii (Stan na 31 maja 2019 r.) \| \| |                                                                                   |        |       |   |   |   |    |    |     |         |        |        |      |
| Poziom                                                                                                | Rozgrywki                                                                         | Sezony | Mecze | Z | R | P | B+ | B– | Pkt | Lata    | Awanse | Spadki | Naj. |
| I | Erste Klasse                                                                      | 1      |       |   |   |   |    |    |     | 1911/12 | 0      | 1      | 12   |
| II | 2. Klasse                                                                         | 0      |       |   |   |   |    |    |     |         | 0      | 0      |      |
| | Puchar Austrii                                                                    | 0      |       |   |   |   |    |    |     |         | 0      | 0      |      |
| Austria                                                                                               | Bilans występów klubu w rozgrywkach piłkarskich Austrii (Stan na 31 maja 2019 r.) |        |       |   |   |   |    |    |     |         |        |        |      |

## Struktura klubu
Klub piłkarski rozgrywał swoje mecze domowe na stadionie Sportplatz Viktoria w Wiedniu o pojemności 1000 widzów.
Derby: Austria Wiedeń, First Vienna FC 1894, Floridsdorfer AC, Hertha Wiedeń, Rapid Wiedeń, SpC Rudolfshügel, 1. Simmeringer SC, Wiener AC, Wiener AF, Wiener SC.